# Abadía de Jumièges

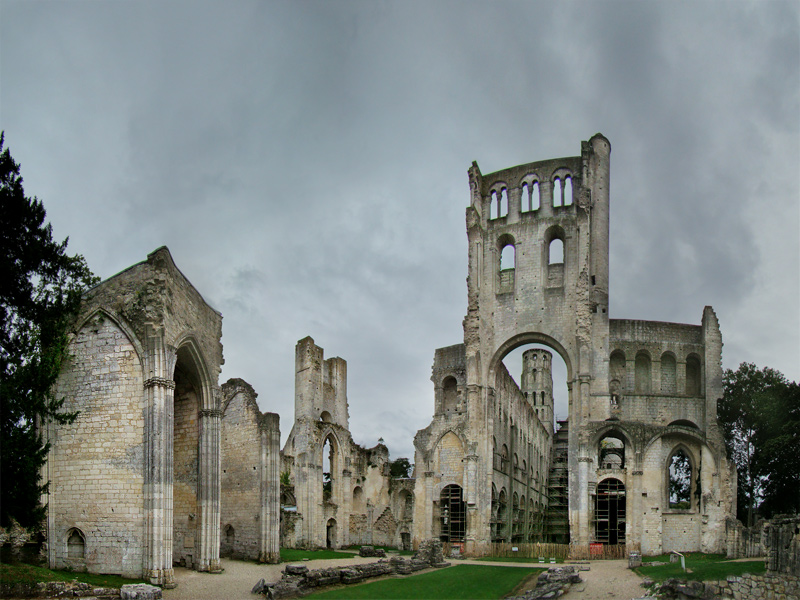

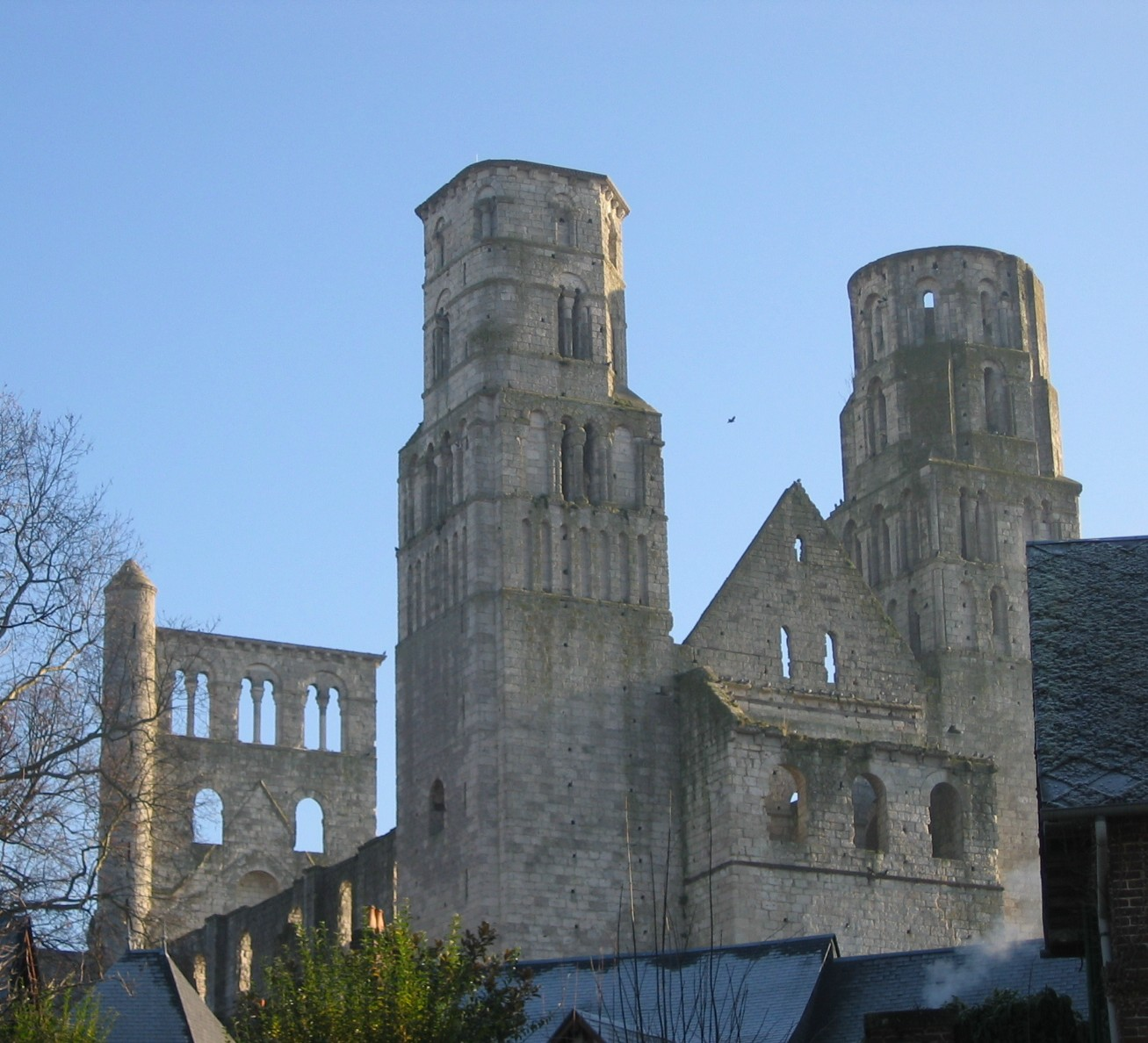

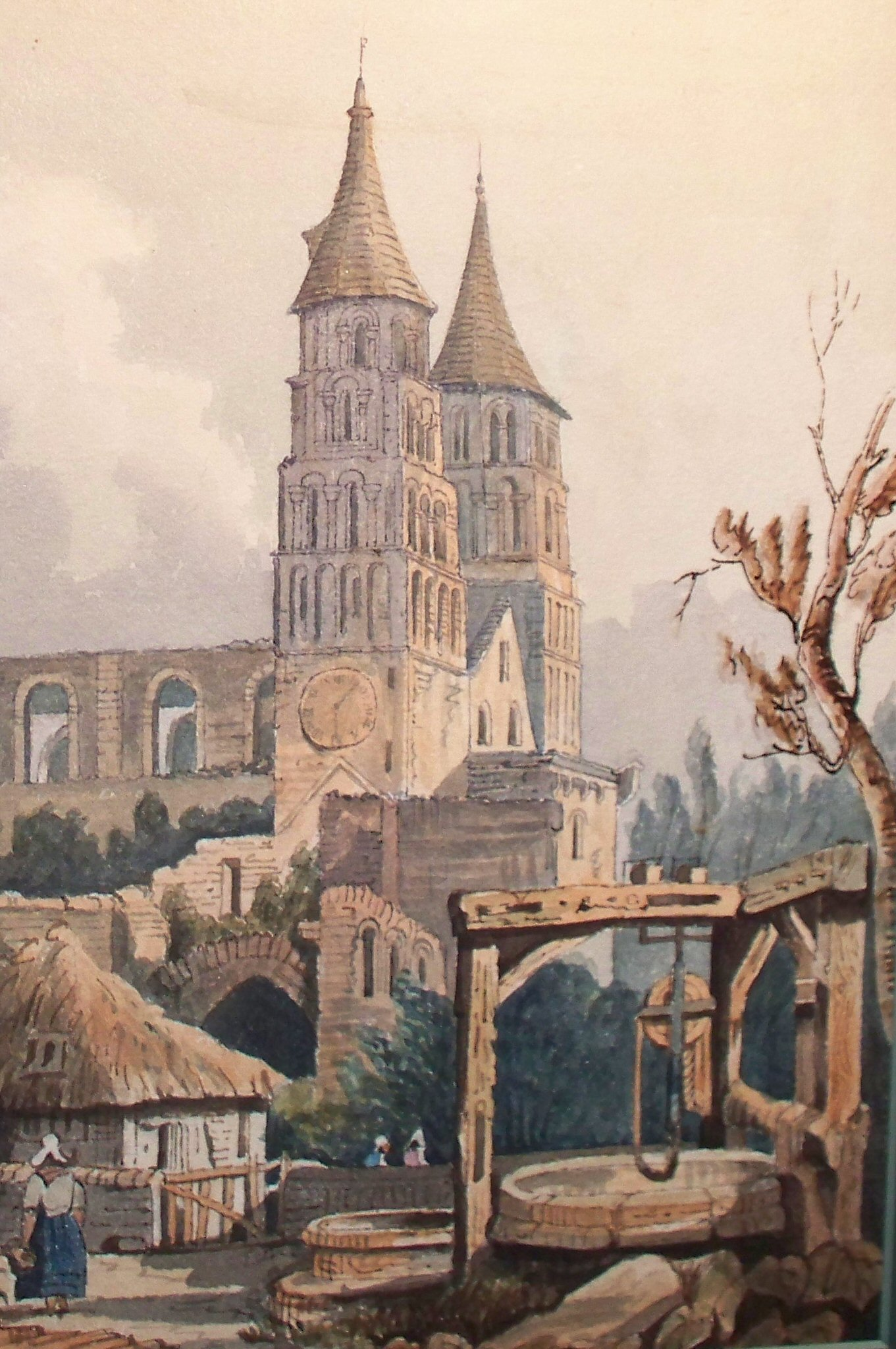
Pintura de John Sell Cotman, 1818

La abadía de Jumièges fue una abadía o monasterio benedictino de Normandía, hoy en ruinas, en la localidad de Jumièges (departamento de Seine-Maritime, actual Francia).

## Historia
Se fundó en el año 654, en una zona boscosa perteneciente al fiscus real, por donación del rey Clodoveo II y la reina Batilda de Ascania a San Filiberto, un noble franco que había sido compañero de los santos Ouen y Wandrille en la corte merovingia de Dagoberto I. Filiberto fue el primer abad, y Balthilda añadió "muchas donaciones y pastos del fiscus real", pero fue obligado posteriormente a abandonar a causa de "los celos" de ciertos enemigos, pasando un periodo de exilio de Neustria en la corte del obispo Ansoaldo de Poitiers; tras lo cual fundó monasterios en Pavilly, Montivilliers y Noirmoutier, donde murió hacia 685. Entre los inspirados por su ejemplo estuvo el monje irlandés Sidonius, que fundó el monasterio de Saint-Saëns.
Bajo el segundo abad, San Achard, Jumièges prosperó hasta contar con mil monjes.
En el siglo IX fue saqueado y quemado hasta los cimientos por los vikingos, pero se reconstruyó a mayor escala por el duque Guillermo I de Normandía.
En 1067, con presencia de Guillermo el Conquistador, se consagró una nueva iglesia abacial.
Disfrutando del patronazgo de los duques de Normandía, la abadía llegó a ser un gran centro religioso y educativo, y en sus escuelas, entre otros maestros, estuvo el historiador nacional Guillermo de Jumièges. Alcanzó el cénit de su fama en torno al siglo XI, considerándose modelo de todos los monasterios de la provincia. Era especialmente renombrada por su caridad hacia los pobres, llevando el nombre popular de Jumièges l'Aumônier.
La iglesia se amplió en 1256, y se volvió a restaurar en 1573. Los abades de Jumièges tomaron parte en todas las grandes asuntos de Iglesia y Estado. Uno de ellos, Robert Champart, llegó a ser arzobispo de Canterbury en 1051, tras ser obispo de Londres. Muchos otros llegaron a ser obispos de distintas diócesis francesas, y algunos alcanzaron la dignidad cardenalicia.
La fortuna de la abadía decayó durante la Guerra de los Cien Años, con la invasión inglesa del siglo XV, pero se recobró y mantuvo su prosperidad hasta que toda la región fue devastada por los hugonotes durante las Guerras de religión. En 1649, bajo el abad Francis III, Jumièges fue transferida a la Congregación de San Mauro, que restauró parte de su antigua grandeza.
Durante la Revolución francesa terminó su existencia como monasterio, quedando sólo sus ruinas, que comprenden la iglesia, con sus torres gemelas y fachada occidental, y partes del claustro y biblioteca, cuyo contenido se trasladó a Rouen cuando se disolvió la abadía. En medio del antiguo claustro permanece un tejo de quinientos años. Una galería del claustro fue comprada por Lord Stuart de Rothesay que la reconstruyó en el Highcliffe Castle (cerca de Bournemouth, en Dorset).
El novelista francés Roger Martin du Gard, ganador del premio Nobel, dedicó su disertación al estudio arqueológico de las ruinas.